# Country-Musik 1957
Die Liste bietet eine Übersicht über das Jahr 1957 im Genre Country-Musik.

## Ereignisse
Billboard ändert sein Auswertungssystem der Charts. Die Rangliste Most Played in Jukeboxes wird im Juni gestrichen.
Am 11. Dezember heiratet Jerry Lee Lewis seine 13-jährige Cousine Myra Gale Brown.

## Top Hits des Jahres

### Number-1-Hits
- 02. Februar – Young Love – Sonny James[3]
- 02. März – There You Go – Johnny Cash[4]
- 06. April – Gone – Ferlin Husky[5]
- 13. Mai – All Shook Up – Elvis Presley[6]
- 20. Mai

1. – A White Sport Coat – Marty Robbins
2. – Honky Tonk Song – Webb Pierce[7]

- 27. Mai – Four Walls – Jim Reeves[8]
- 15. Juli – Bye Bye Love – The Everly Brothers[9]
- 05. August – (Let Me Be Your) Teddy Bear – Elvis Presley[10]
- 09. September – Whole Lotta Shakin’ Goin’ On – Jerry Lee Lewis[11]
- 16. September

1. – Fraulein – Bobby Helms
2. – My Shoes Keep Walking Back to You – Ray Price[12]

- 14. Oktober – Wake Up Little Susie – The Everly Brothers[13]
- 02. Dezember – Jailhouse Rock – Elvis Presley[14]
- 09. Dezember – My Special Angel – Bobby Helms[15]

Anmerkung: Es werden alle drei Hitparaden, die Most Played By Jockeys, die Most Played in Jukeboxes (bis Juni) sowie die Best Sellers in Stores, gewertet.

### Weitere große Hits
- Am I Losing You – Jim Reeves
- Auctioneer – Leroy Van Dyke
- Bye Bye Love – Webb Pierce
- Dark Moon – Bonnie Guitar
- Don’t Do It Darlin’ – Webb Pierce
- Don’t Laugh – The Louvin Brothers
- Don’t Stop the Music – George Jones
- A Fallen Star – Jimmy C. Newman
- A Fallen Star – Ferlin Husky
- First Date, First Kiss, First Love – Sonny James
- For Rent (One Empty Heart) – Sonny James
- Geisha Girl – Hank Locklin
- Give My Love to Rose – Johnny Cash
- Gonna Find Me a Bluebird – Marvin Rainwater
- Gonna Find Me a Bluebird – Eddy Arnold
- Holiday for Love – Webb Pierce
- Home of the Blues – Johnny Cash
- Honeycomb – Jimmie Rodgers
- I Can’t Quit (I’ve Gone Too Far) – Marty Robbins
- I Heard the Bluebirds Sing – The Browns
- I Miss You Already (And You're Not Even Gone) – Faron Young
- I Thought I Heard You Call My Name – Porter Wagoner
- (I’ll Always Be Your) Fraulein – Kitty Wells
- I’ll Be There (When You Get Lonely) – Ray Price
- I’m Coming Home – Johnny Horton
- I’m Tired – Webb Pierce
- Jingle Bell Rock – Bobby Helms
- Kisses Sweeter than Wine – Jimmie Rodgers
- Knee Deep in the Blues – Marty Robbins
- Love Has Finally Come My Way – Faron Young
- Love Me to Pieces – Rusty & Doug
- Lovesick Blues – Sonny James
- Loving You – Elvis Presley
- Mean Woman Blues – Elvis Presley
- Missing You – Webb Pierce
- Mister Fire Eyes – Bonnie Guitar
- Money – The Browns
- Mister Love – Ernest Tubb & The Wilburn Brothers
- My Arms Are a House – Hank Snow
- Next in Line – Johnny Cash
- Oh, So Many Years – Kitty Wells and Webb Pierce
- On My Mind Again – Billy Walker
- One Step at a Time – Brenda Lee
- Playing for Keeps – Elvis Presley
- Please Don't Blame Me – Marty Robbins
- Plenty of Everything but You – The Louvin Brothers
- A Poor Man's Roses – Patsy Cline
- Prize Possession – Ferlin Husky
- Repenting – Kitty Wells
- Rockin’ in the Congo – Hank Thompson
- The Same Two Lips – Marty Robbins
- The Shrine of St. Cecilia – Faron Young
- Someday – Webb Pierce
- Stolen Moments – Hank Snow
- Talkin’ to the Blues – Jim Lowe
- Tangled Mind – Hank Snow
- Tears Are Only Rain – Hank Thompson
- Teen-Age Dream – Marty Robbins
- There Goes My Love – George Morgan
- Three Ways (To Love You) – Kitty Wells
- Too Much – Elvis Presley
- Too Much Water – George Jones
- Train of Love – Johnny Cash
- Treat Me Nice – Elvis Presley
- Two Shadows On Your Window – Jim Reeves
- Walkin’ After Midnight – Patsy Cline
- Why, Why – Carl Smith
- The Woman I Need – Johnny Horton
- Yearning – George Jones & Jeanette Hicks
- You Can't Hurt Me Anymore – Carl Smith
- You Done Me Wrong – Ray Price
- You’re the Reason I’m in Love – Sonny James
- Young Hearts – Jim Reeves
- Your True Love – Carl Perkins

## Alben
- Song of the Islands – Marty Robbins
- Ray Price Sings Heart Songs – Ray Price
- With His Hot and Blue Guitar – Johnny Cash
- The Song of Robbins – Marty Robbins

## Geboren
- 04. Januar – Patty Loveless
- 12. April – Vince Gill
- 24. Juli – Pam Tillis
- 01. November – Lyle Lovett

## Gestorben
- 24. März – Carson Robison